# Teodor Chmielowski

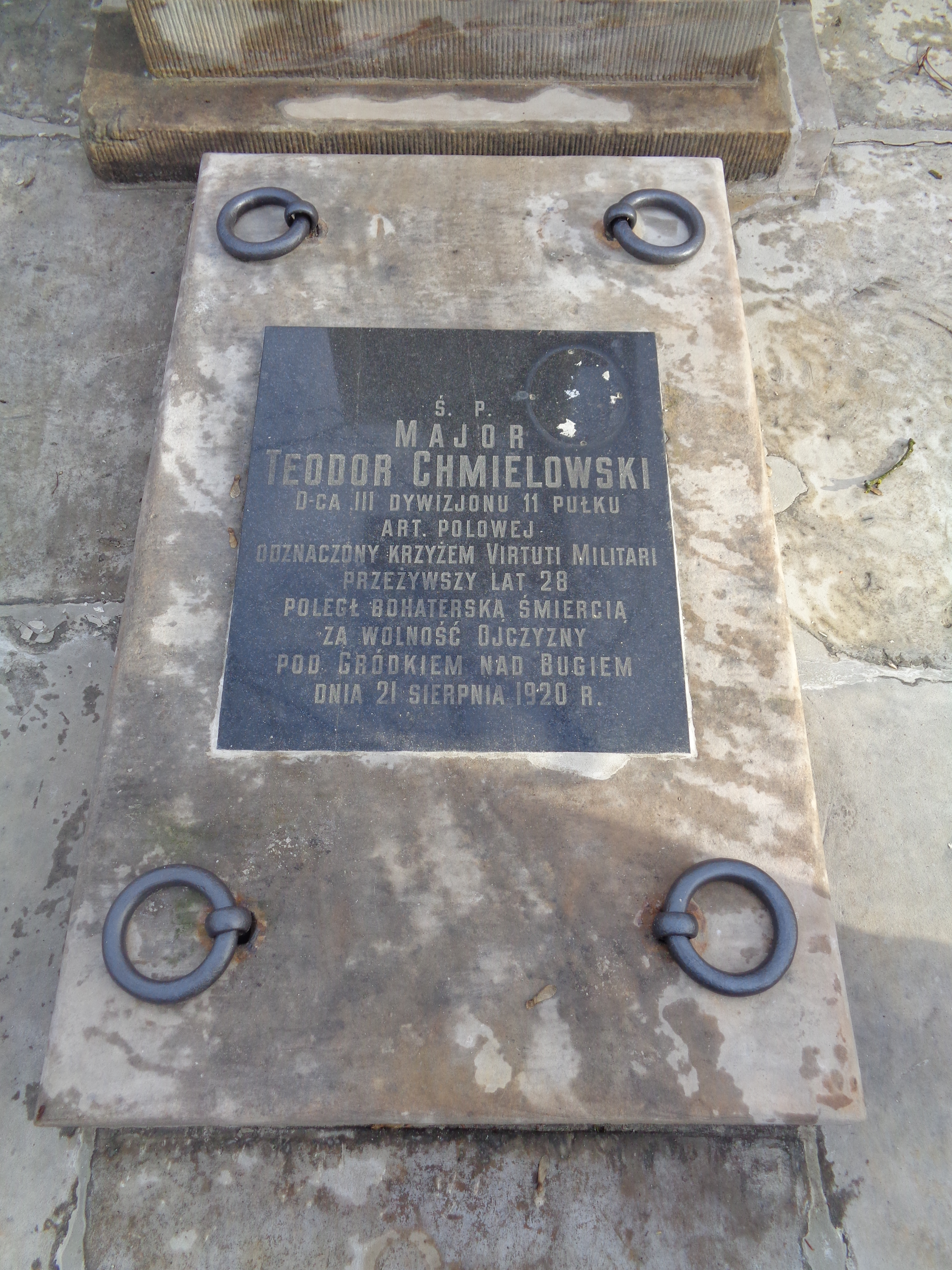
Grób majora Chmielowskiego

Teodor Chmielowski (ur. 11 lutego 1892 w Kudryńcach, zm. 21 sierpnia 1920 w Jabłonnie Lackiej) – major artylerii Wojska Polskiego, działacz niepodległościowy, kawaler Orderu Virtuti Militari.

## Życiorys
Urodził się 11 lutego 1892 w Kudryńcach, w rodzinie Stanisława (ur. 1848) i Marii z Kłopotowskich (1867–1929). Był starszym bratem Marii Ewy (1895–1967), Adama (zm. 1943), inżyniera rolnika, Tadeusza oraz bratankiem Adama Chmielowskiego.
W 1902 r. Teodor rozpoczął naukę w gimnazjum w Kamieńcu Podolskim, a w następnym roku – w szkole realnej w Winnicy. W 1903 r., jak pisał, „ze względu na stosunki szkolne”, rodzice przenieśli go do Zakładu Naukowo-Wychowawczego Ojców Jezuitów w Chyrowie, w którym w 1911 zdał egzamin maturalny. Następnie przez rok studiował na Politechnice Lwowskiej, a ponadto zaliczył 4 semestry prawa na tamtejszym Uniwersytecie. Krótko przed wybuchem I wojny światowej wstąpił do oddziału konnego Polskich Drużyn Strzeleckich we Lwowie. Współpracował z Józefem Hallerem przy organizacji kółek rolniczych.
16 sierpnia 1914 wstąpił do Legionów Polskich. Początkowo służył w IV plutonie 3. szwadronu kawalerii. Walczył na froncie karpackim.  Na ten temat opublikował szkic Z drugiej naszej ofensywy bukowińskiej, opisujący bój pod Rokitną 13 maja 1915 r., a poświęcony płk. Zygmuntowi Zielińskiemu. Został on zamieszczony w publikacji Dwa lata w boju II-ej Brygady Legionów Polskich 30.IX.1914 – 30.IX.1916 (Piotrków 1916). W tym samym tomie znalazło się także kilka prób poetyckich Chmielowskiego – Wspomnienia na tle rymów. 21 marca 1915 został mianowany chorążym kawalerii. 15 kwietnia 1915 został odkomenderowany do 3 pułku piechoty. Od 17 czerwca 1915 pełnił funkcję adiutanta pułku. 10 sierpnia 1915 został oficerem ordynansowym. Od 25 sierpnia służył w kadrze artylerii w Jeżowie k. Radomska, od 23 września w dywizjonie artylerii kapitana Mieczysława Gałusińskiego ps. „Jełowicki”, od 12 grudnia 1915 w baterii konnej i od 25 maja 1916 w 4. baterii 1 pułku artylerii. 18 sierpnia 1916 został awansowany na podporucznika piechoty ze starszeństwem z 1 lipca 1916. 15 lipca 1917 wyznaczony na stanowisko oficera ordynansowego w Komendzie II Brygady. 1 września został awansowany na porucznika piechoty. 9 października został przydzielony do artylerii, pozostając oficerem 3 pp. Po przejściu do Polskiego Korpusu Posiłkowego został dowódcą 1. baterii artylerii. Po bitwie pod Rarańczą (15–16 lutego 1918) ukrywał się do maja we Lwowie i w Warszawie. 10 maja 1918 wstąpił do Polskiej Siły Zbrojnej. Do 25 czerwca służył w 2 pułku piechoty, a następnie w Głównym Urzędzie Zaciągu. W sierpniu został przydzielony do Szkoły Podchorążych, gdzie wykładał naukę o broni.
Od 22 grudnia 1918 do 22 stycznia służył w 2. baterii 5 pułku artylerii, a od 1 lutego w Sztabie Generalnym. 7 lutego 1919 został awansowany na kapitana piechoty, a następnie odkomenderowany do Armii Polskiej we Francji. 12 marca 1919 przybył do organizującego się we francuskiej miejscowości Martigny-les-Bains 2 pułku artylerii polowej. W maju tego roku razem z pułkiem wrócił do kraju i wziął udział w wojnie z Ukraińcami. Dowodził 6. baterią w natarciu na Uhrynów 14 maja, a następnego dnia pod Sokalem rozbił ukraińską baterię za co otrzymał pochwałę armii. We wrześniu jego macierzysty oddział został przemianowany na 11 kresowy pułk artylerii polowej. 27 października 1919 objął w nim dowództwo III dywizjonu. 18 kwietnia 1920 na czele dywizjonu wyjechał na front rosyjski. Wziął udział w wyprawie kijowskiej, a następnie w walkach odwrotowych i bitwie warszawskiej. Kierując ogniem baterii w czasie forsowania Bugu pod Grannem, został ciężko ranny. W następstwie odniesionych ran zmarł 21 sierpnia 1920 w szpitalu polowym nr 504 w Jabłonnie Lackiej. 4 września 1920 został pochowany na Cmentarzu Powązkowskim w Warszawie.

## Ordery i odznaczenia
- Krzyż Srebrny Orderu Wojskowego Virtuti Militari nr 1839 – pośmiertnie 19 września 1922[22]
- Krzyż Niepodległości – pośmiertnie 12 maja 1931 „za pracę w dziele odzyskania niepodległości”[23]